# Wohnhäuser Ostertorsteinweg 86 bis 90

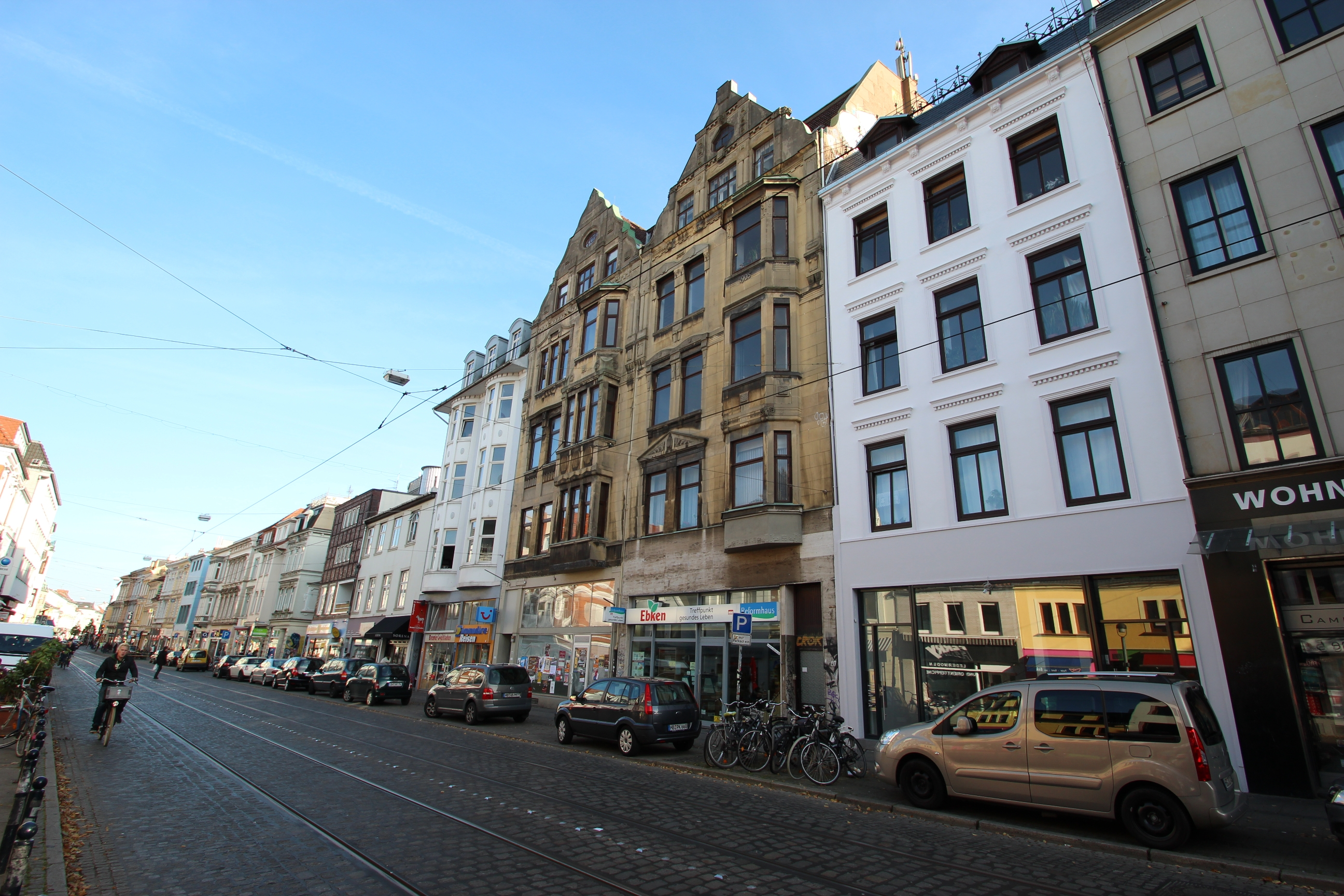
Ostertorsteinweg 86–90A

Die Wohnhäuser Ostertorsteinweg 86 bis 90 befindet sich in Bremen, Stadtteil Mitte, Ortsteil Ostertor, Ostertorsteinweg 86 bis 90A. Sie entstanden 1880 bzw. 1905.
Die Gebäude stehen seit 1973 als Ensemble unter Bremer Denkmalschutz.

## Geschichte

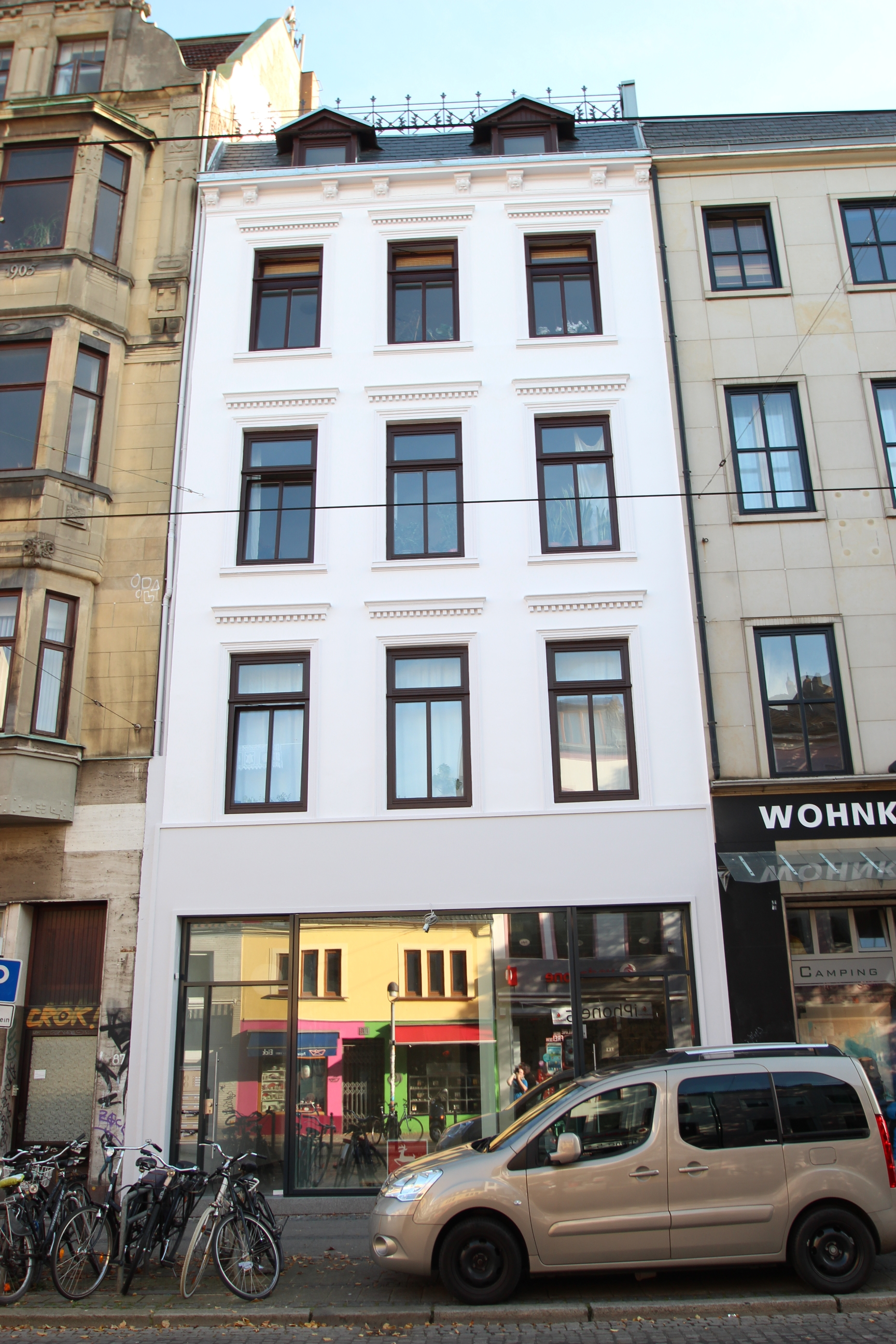
Ostertorsteinweg 86

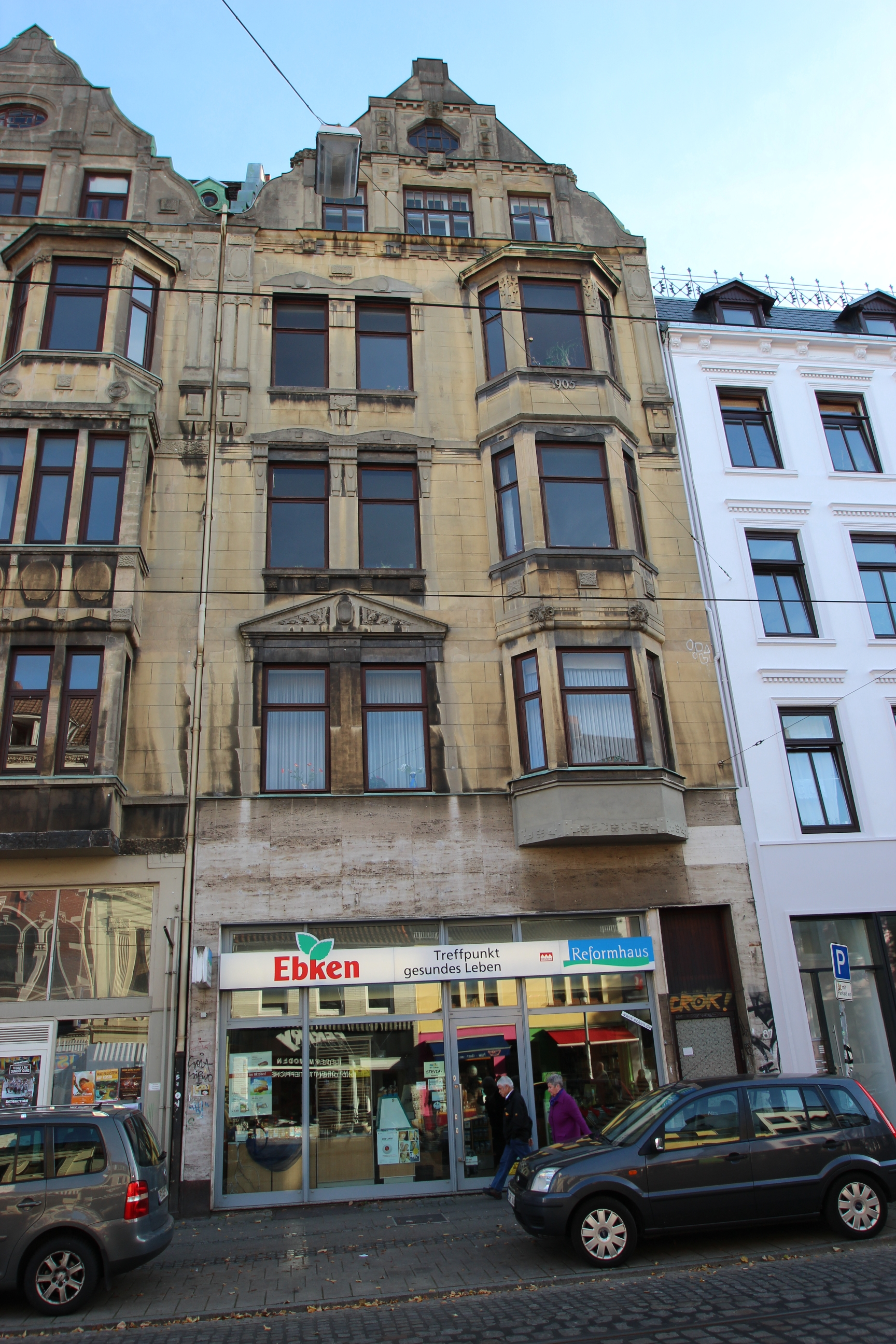
Ostertorsteinweg 87

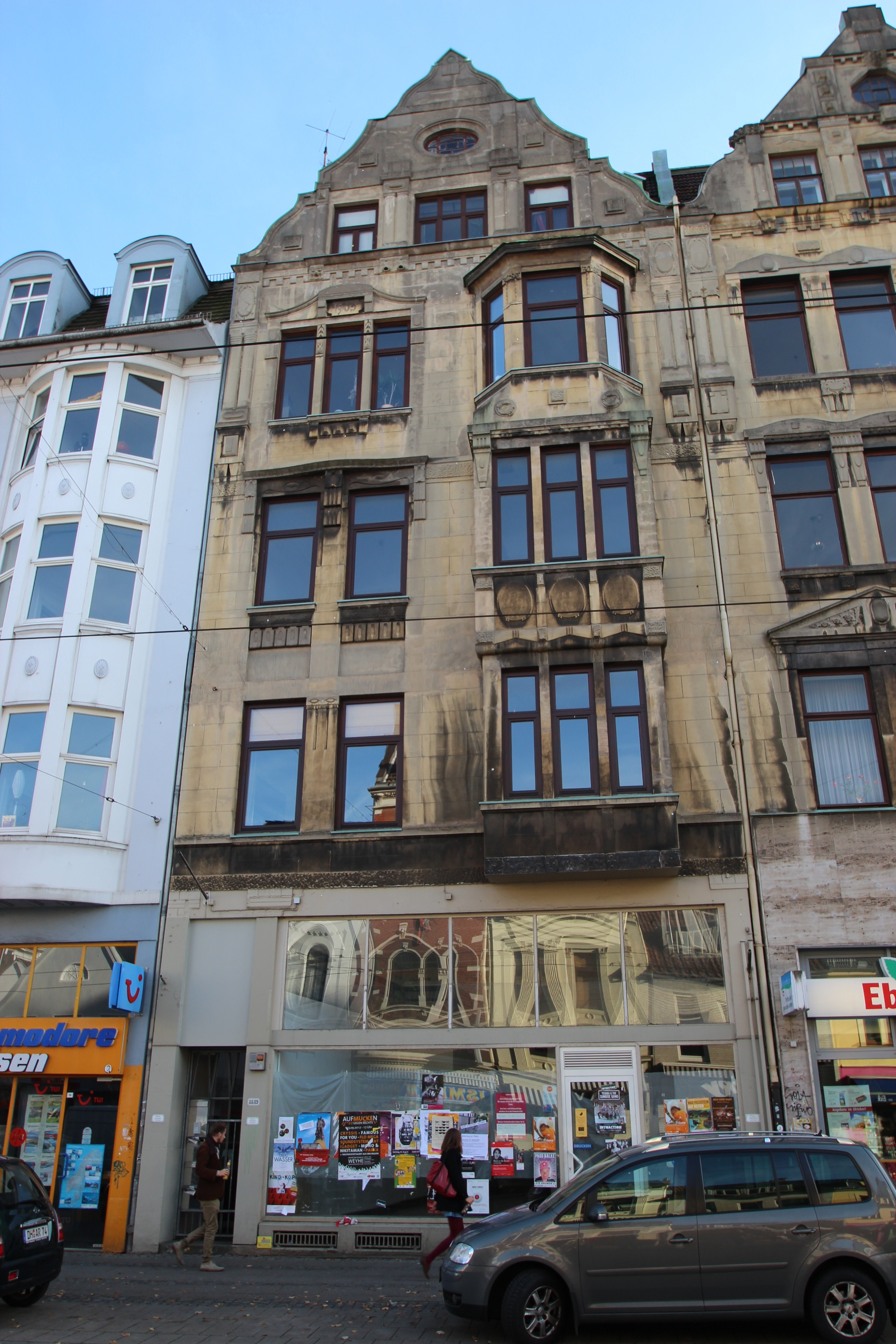
Ostertorsteinweg 86, 88, 90

Straßen und Wege mussten früher von den Anliegern unterhalten werden. Bremen pflasterte zuerst nur die aus der Stadt herausführenden Ausfallstraßen, die den Namenszusatz Steinweg erhielten. Sie entwickelten sich seit 1860 zu Geschäftsstraßen. Die staatsrechtliche Gleichstellung der Vorstadtbürger von 1849 hat die Vorstadt zu einer attraktiven Wohnlage gemacht. Im Strukturwandel wichen nun in der zweiten Hälfte des 19. Jahrhunderts die alten Häuser den neuen und höheren Geschäftshäusern. Nach 1900 werden große Wohn-, Büro- und Geschäftshäuser gebaut, die von nicht nur lokalen Architekten entworfen wurden und die stilistisch von einer lokalen Tradition unabhängig sind. Zu verweisen ist dabei auch auf die Wohnhäuser Ostertorsteinweg 73/75, Wohnhausgruppe Ostertorsteinweg 100 bis 107 und das Wohnhaus Ostertorsteinweg 68. Der Ostertorsteinweg hat sich weitgehend bis zum Zweiten Weltkrieg und teilweise bis heute so erhalten.
Die viergeschossigen, verputzten Wohn- und Geschäftshäuser mit Satteldächern und kräftigen Traufgesimsen wurden in der Epoche des Historismus (Nr. 86) bzw. der Jahrhundertwende für Bremer Kaufleute gebaut. 

- Nr. 86: von um 1880 im Stil des Spätklassizismus. Zeitweise war hier eine Gaststätte.[2]
- Nr. 87: Giebelhaus von 1905 mit Erker im Reformstil, Architekt Hans Lassen, Bauherr Georg Ahlers[3]
- Nr. 88: Giebelhaus von 1904/05 im Reformstil mit Erker, Architekt Hans Lassen. Bauherr war Franz Ludwig Bodes (1863–1921). Im Erdgeschoss war bis in den 1950er Jahren das Fischgeschäft F. L. Bodes, das schon seit 1888  den Laden im Vorgängerhaus betrieb. Hinter dem Gebäude wurde auch eine Marinieranstalt und eine Räucherei gebaut. Die Bäckerei Schäfer‘s ließ 2013 die Fliesen des historischen Wandschmucks freilegen und ergänzen.[4][5]
- Nr. 90: von um 1905 mit zwei halbrunden Erker im Reformstil[6]

Das Landesamt für Denkmalpflege Bremen befand: „...Die Vorbilder finden sich in Berlin (Nr. 1–2; 87–89), oder auch in Amerika, wie beim Haus Ostertorsteinweg 90–90A mit seinen zwei geschoßübergreifenden Erkern (bay-windows).“
Heute (2018) werden die sanierten Gebäude durch Läden, Büros und Wohnungen genutzt.